# رنا معزز

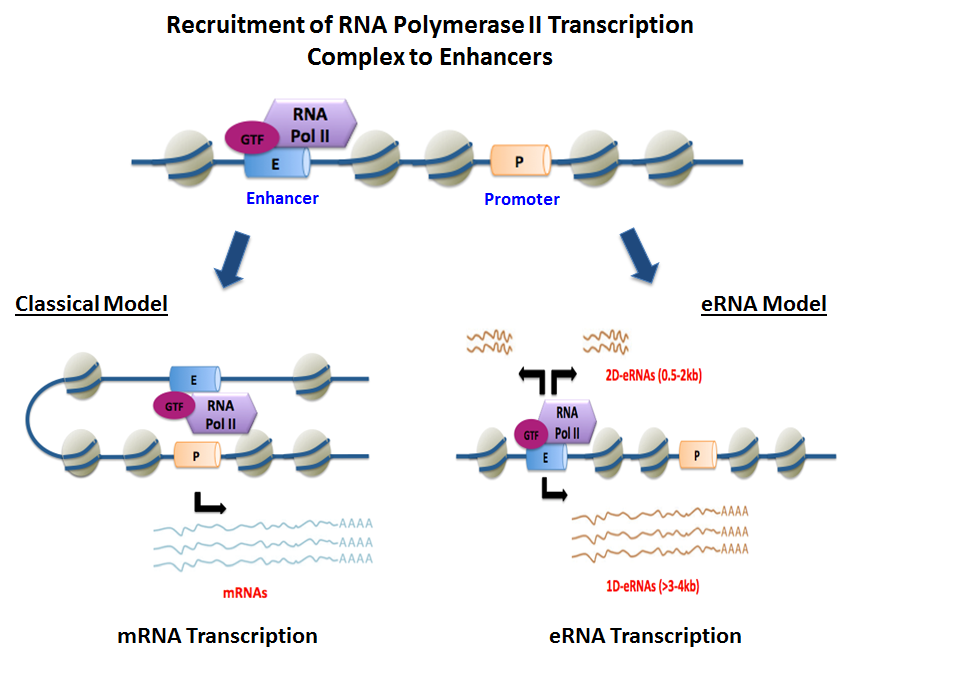
تخليق الرنا المعزز.

الرنا المعزز أو الرنا المحسِّن (بالإنجليزية: Enhancer RNA)‏ هو قسم من جزيئات الرنا غير المشفرة القصيرة نسبيا (50-2000 نيوكليوتيد) وتُنسخ من تسلسلات الدنا الخاصة بالمعززات. تم اكتشافها أول مرة سنة 2010 عبر استخدام تقنيات عالية الإنتاج مثل سَلسَلة الرنا وسَلسَلة شيب. يمكن تقسيم الرنا المعزز إلى قسمين فرعيين: الرنا المعزز 1D والرنا المعزز 2D ويختلفان في طولهما وحالة التذييل بعديد الأدينين واتجاهية النسخ. يبدو أن التعبير عن رنا معزز معين له علاقة بنشاط المعزز الخاص به. تقترح دلائل متزايدة أن جزيئات الرنا المعزز تلعب دورا نشطا في تنظيم النسخ مقرون ومفروق ورغم أن آليات عملها مازالت غير واضحة، فقد تم اقتراح بعض الآليات.

## الاكتشاف
اكتُشِفت المعززات -وهي مواقع نسخ خارج جينية- أول مرة في دراسات الجينوم الكاملة والتي عرّفت المعززات على أنها مناطق شائعة لارتباط بوليميراز الرنا 2 ولنسخ جزيئات الرنا غير المشفرة. وُجِد أن معدل تآثر بوليميراز الرنا 2 مع معزز ومعدل نسخ الرنا منه مختلفان بشكل كبير في هذه الدراسات الأولية. باستخدام ذروات توقيع الكروماتين (chromatin signature peaks) الصريح وُجِد أن نسبة معتبرة (~70%) من مواقع بدء الترجمة الخاصة ببوليميراز الرنا 2 تتداخل مع مواقع المعززات في الخلايا البلعمية الكبيرة للفئران. من بين 12 ألف معزز عصبي في جينوم الفأر، وُجِد أن 25% من مواقع المعززات يرتبط بها بوليميراز الرنا 2 ويقوم بتخليق نُسَخ رنا معزز. جزيئات الرنا المعزز هذه وعلى عكس جزيئات الرنا الرسول لا يتم تعديلها بإضافة ذيل عديد الأدنين وهي في العادة قصيرة وغير مشفرة للبروتين وتُنسخ في كلا الاتجاهين. كشفت دراسات لاحقة نوعا آخر من الرنا المعزز والذي يُنسَخ في اتجاه واحد وهو أطول ويملك ذيل عديد الأدينين. فضلا عن ذلك، معدلات جزيئات الرنا المعزز تتناسب مع معدلات الرنا الرسول الخاصة بالجينات المجاورة، وهذا يشير إلى احتمال أن لجزيئات الرنا المعزز غير المشفرة وظيفة تنظيمية.